# Tolgahan Çiçek
Tolgahan Mulla Çiçek (Delfzijl, 19 giugno 1995) è un calciatore olandese naturalizzato turco, difensore svincolato.

## Carriera

### Club
Cresciuto nel settore giovanile del Groningen, ha iniziato la carriera professionistica con il De Graafschap. Dopo tre stagioni trascorse con la squadra di Doetinchem, il 14 luglio 2017 passa all'Adana Demirspor, con cui firma un biennale.

### Nazionale
Ha esordito con l'under-21 turca il 1º settembre 2016, in occasione della partita di qualificazione all'Europeo 2017 persa per 0-1 contro Cipro.

## Statistiche

### Presenze e reti nei club
Statistiche aggiornate al 28 dicembre 2017.
| Stagione             | Squadra              | Campionato           | Campionato | Campionato | Coppe nazionali | Coppe nazionali | Coppe nazionali | Coppe continentali | Coppe continentali | Coppe continentali | Altre coppe | Altre coppe | Altre coppe | Totale | Totale |
| Stagione             | Squadra              | Comp                 | Pres       | Reti       | Comp            | Pres            | Reti            | Comp               | Pres               | Reti               | Comp        | Pres        | Reti        | Pres   | Reti   |
| -------------------- | -------------------- | -------------------- | ---------- | ---------- | --------------- | --------------- | --------------- | ------------------ | ------------------ | ------------------ | ----------- | ----------- | ----------- | ------ | ------ |
| 2014-2015            | De Graafschap        | ED                   | 7          | 0          | CO              | 2               | 0               | -                  | -                  | -                  | -           | -           | -           | 9      | 0      |
| 2015-2016            | De Graafschap        | E                    | 14+3       | 0          | CO              | 1               | 0               | -                  | -                  | -                  | -           | -           | -           | 18     | 0      |
| 2016-2017            | De Graafschap        | ED                   | 17         | 0          | CO              | 1               | 0               | -                  | -                  | -                  | -           | -           | -           | 18     | 0      |
| Totale De Graafschap | Totale De Graafschap | Totale De Graafschap | 38+3       | 0          |                 | 4               | 0               |                    | -                  | -                  |             | -           | -           | 45     | 0      |
| 2017-2018            | Adana Demirspor      | 1. Lig               | 7          | 0          | TK              | 4               | 1               | -                  | -                  | -                  | -           | -           | -           | 11     | 1      |
| Totale carriera      | Totale carriera      | Totale carriera      | 45+3       | 0          |                 | 8               | 1               |                    | -                  | -                  |             | -           | -           | 56     | 1      |

### Cronologia presenze e reti in Nazionale
| Cronologia completa delle presenze e delle reti in nazionale ― Turchia under 21 | Cronologia completa delle presenze e delle reti in nazionale ― Turchia under 21 | Cronologia completa delle presenze e delle reti in nazionale ― Turchia under 21 | Cronologia completa delle presenze e delle reti in nazionale ― Turchia under 21 | Cronologia completa delle presenze e delle reti in nazionale ― Turchia under 21 | Cronologia completa delle presenze e delle reti in nazionale ― Turchia under 21 | Cronologia completa delle presenze e delle reti in nazionale ― Turchia under 21 | Cronologia completa delle presenze e delle reti in nazionale ― Turchia under 21 |
| Data                                                                            | Città                                                                           | In casa                                                                         | Risultato                                                                       | Ospiti                                                                          | Competizione                                                                    | Reti                                                                            | Note                                                                            |
| ------------------------------------------------------------------------------- | ------------------------------------------------------------------------------- | ------------------------------------------------------------------------------- | ------------------------------------------------------------------------------- | ------------------------------------------------------------------------------- | ------------------------------------------------------------------------------- | ------------------------------------------------------------------------------- | ------------------------------------------------------------------------------- |
| 1-9-2016                                                                        | Ankara                                                                          | Turchia under 21                                                                | 0 – 1                                                                           | Cipro under 21                                                                  | Qual. Europeo Under-21 2017                                                     | -                                                                               | 51’                                                                             |
| 6-9-2016                                                                        | Ankara                                                                          | Turchia under 21                                                                | 1 – 0                                                                           | Bielorussia under 21                                                            | Qual. Europeo Under-21 2017                                                     | -                                                                               | 28’                                                                             |
| 6-10-2016                                                                       | Alkmaar                                                                         | Paesi Bassi under 21                                                            | 0 – 0                                                                           | Turchia under 21                                                                | Qual. Europeo Under-21 2017                                                     | -                                                                               |                                                                                 |
| 11-10-2016                                                                      | Istanbul                                                                        | Turchia under 21                                                                | 1 – 1                                                                           | Slovacchia under 21                                                             | Qual. Europeo Under-21 2017                                                     | -                                                                               |                                                                                 |
| Totale                                                                          |                                                                                 | Presenze                                                                        | 4                                                                               |                                                                                 | Reti                                                                            | 0                                                                               |                                                                                 |